# 인디아 페일 에일

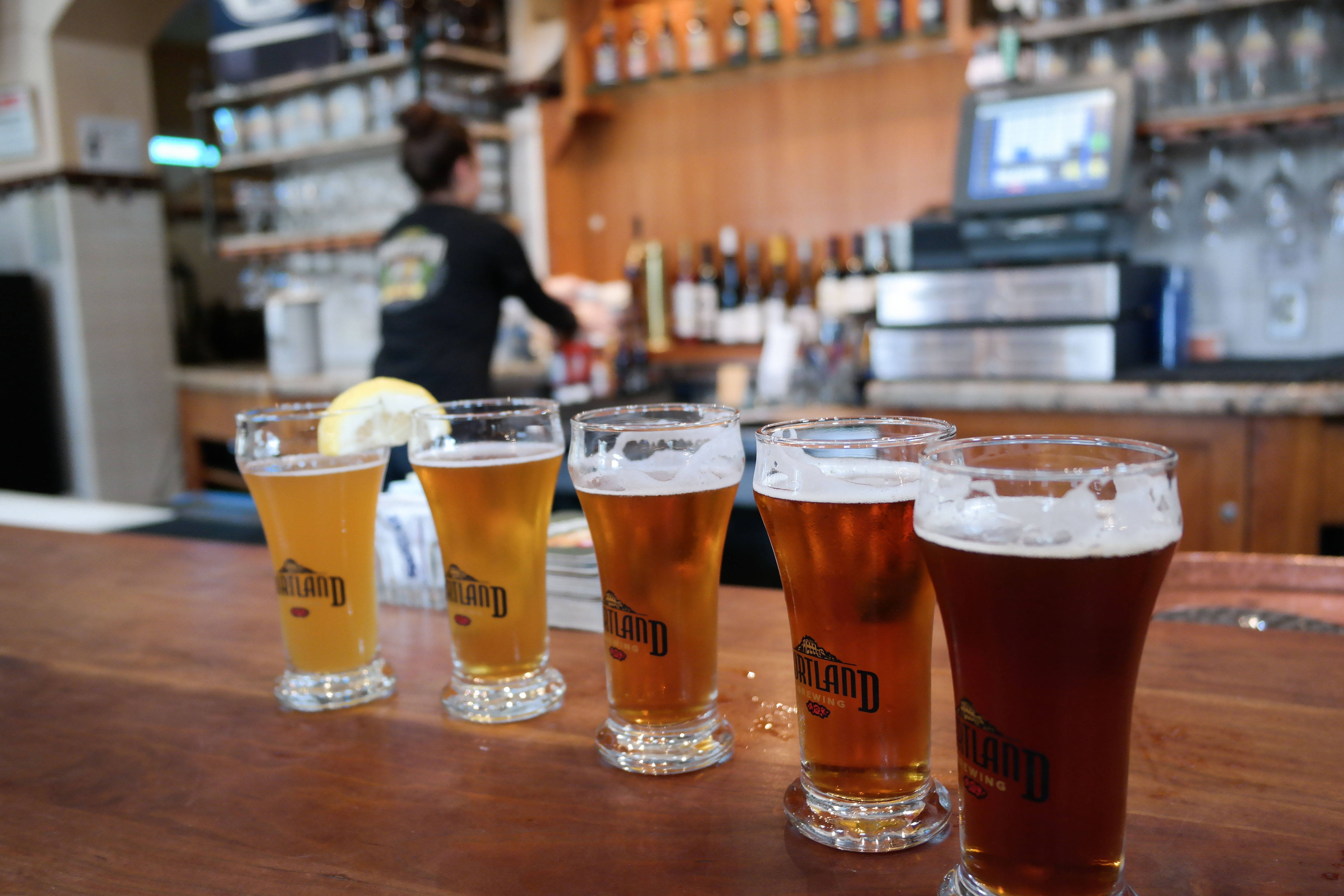
인디아 페일 에일

인디아 페일 에일(영어: India pale ale, IPA)은 19세기 잉글랜드에서 만들어진 에일의 한 종류이다. 페일 에일 범주의 호피 비어 스타일이다. 인디아 페일로 알려진 페일 에일은 1815년 잉글랜드에 의해 보급되었으며 인도와 그 밖의 지역으로의 맥주 수츌량이 증가세를 보이고 있다.